# トヨタ・ルーミー
ルーミー（ROOMY）は、トヨタ自動車が販売するトールワゴン型のコンパクトカー（小型乗用車）である。

## 概要
LivingとDrivingを掛け合わせた「1LD-CAR（ワン・エル・ディー・カー）」がコンセプト。
本車種は機能子会社であるダイハツ工業が製造・販売する「トール」のOEMモデルである。トヨペット店とネッツ店ではデザイン違いの姉妹車「タンク」としてルーミーと同時に発表・発売され、SUBARU（旧・富士重工業）では日本市場ではおよそ22年ぶりのブランド復活となる「ジャスティ」として発表された。
なお、唯一先代車種のないトヨタ店では既存のポルテより格下のクラスに位置する車種として取り扱う。
2020年9月のマイナーチェンジを機に、タンクの販売を終了し、ルーミーへ一本化された。

### 機構・メカニズム
エンジンはOEM供給元であるダイハツ・トール同様、自然吸気仕様の1KR-FE型と、ターボ仕様の1KR-VET型の2種類が用意される。
安全性能については、SRSサイドエアバッグ（運転席/助手席）とSRSカーテンシールドエアバッグ（前後席）をオプション設定したほか、衝突回避システムとしてOEM元と同じ「スマートアシストII」が採用されている。

### デザイン
フロントフェイスは厚みのあるデザインのヘッドランプに、面を強調させたデザインのフロントグリルとメッキフロントアッパーグリルで構成される。カスタムはフロントスポイラーを追加し、フロントグリルをメッキ化、メッキフロントアッパーグリルを専用デザインに変更している。リアの車名エンブレムはOEM供給元のトールや兄弟車のジャスティの右下に対し、左下に装着される。なお、標準車はジャスティと、カスタムはトール カスタムと、エンブレム類及びカスタムのリヤランプ（テール＆ストップランプ）色を除きデザインが共通である。
ボディカラーは新規色の「ブリリアントカッパークリスタルマイカ（オプションカラー）」、「レーザーブルークリスタルシャイン」2色を含む9色を設定。カスタムには、2トーン色5色も設定している。
なお「ブリリアントカッパークリスタルマイカ」は、発売時点ではタンク・トール・ジャスティには設定されていなかったルーミー専用色で、逆に姉妹車のタンクや兄弟車では設定のある「インペリアルゴールドクリスタルメタリック」が唯一設定されていなかった。2018年11月の改良でトール・ジャスティの設定色についてはこの2色が入れ替えられたため、以後の「ブリリアントカッパークリスタルマイカ」は3車種設定色となる。

### 年表
- 2016年11月9日 - 発売[1]。CMキャラクターは荒川良々と加藤あい。
  - グレード体系は、UVカット機能付ガラス（フロントドア・フロントクォーター）、ウレタン3本スポークステアリングホイール（メッキオーナメント加飾付）、単眼メーター、LCDマルチインフォメーションディスプレイ、材着センタークラスターパネル、マニュアル（ダイヤル式）エアコンなどを装備した普及仕様「X」、ドアミラーターンランプ、ピラーブラックアウト、ステアリングスイッチ（TFTカラーマルチインフォメーションディスプレイ操作）、クルーズコントロール、リアスピーカーなどを装備し、フロントドア・フロントクォーターガラスをスーパーUV&IRカット機能付に[注 1]、メーターをタコメーター付自発光式2眼に、マルチインフォメーションディスプレイをTFTカラーに、エアコンをオート（プッシュ式）に、パワースライドドア（ワンタッチオープン機能・予約ロック機能付）を両側にそれぞれグレードアップした上級仕様「G」及びターボ車の「G-T」、フロントチンスポイラー、LEDヘッドランプ（オートレベリング機能・LEDクリアランスランプ付）、LEDフォグランプ（LEDイルミネーションランプ付）、シートバックポケット（助手席）、フロントツイーター、アルミホイールなどを装備し、カラードバンパー（フロント）とメッキフロントグリルを専用デザインに変更し、ステアリングホイールを本革3本スポーク（メッキオーナメント・シルバー加飾付）にグレードアップしたエアロ仕様「カスタムG」及びターボ車の「カスタムG-T」の5グレードが設定される。
  - NA車の「X」・「G」・「カスタムG」は衝突回避支援システム「スマートアシストII」の有無を選択可能。「X"S"」・「G"S"」・「カスタムG"S"」は「スマートアシストII」を搭載するグレードである。また、ターボ車の「G-T」と「カスタムG-T」は「スマートアシストII」が標準装備される。
- 2017年12月20日 - 「ウェルキャブ 助手席リフトアップシート車」を設定[2]。発売は2018年3月1日。
  - ラインアップは「Aタイプ」と「Bタイプ」があり、「Bタイプ」には電動スライド式の車いす収納装置が標準装備される。ベース車両は「X"S"」と「G"S"」の2タイプを設定。また、衝突回避支援システム「スマートアシストII」を標準装備している。
- 2018年11月1日 - 一部改良。同時に特別仕様車「G"Cozy Edition"」を発売[3]。
  - 「スマートアシストII」について、衝突回避支援ブレーキ機能の歩行者検知への対応、オートハイビームの追加などを行い「スマートアシストIII」に強化するとともに、「スマートアシストIII」搭載車にはコーナーセンサー（フロント・リア共に4個、接近お知らせ付）が標準装備された。
  - ボディカラーはモノトーンは「フレッシュグリーンメタリック」と入れ替えで「ファイアークォーツレッドメタリック」が、カスタム専用の2トーンカラーは「ブライトシルバーメタリック×フレッシュグリーンメタリック」、「ブライトシルバーメタリック×ファインブルーマイカメタリック」と入れ替えで「ブラックマイカメタリック×ファイアークォーツレッドメタリック」、「ブラックマイカメタリック×パールホワイトIII」がそれぞれ設定された。
  - グレード体系が一部変更され、「G」、「カスタムG」は従来の「G"S"」、「カスタムG"S"」を吸収統合し、「スマートアシストIII」が標準装備された。「ウェルキャブ 助手席リフトアップシート車」もベース車に準じた改良が施され、従来の「G"S"」は「G」に変更した。
  - 特別仕様車「G"Cozy Edition"」は、「G」をベースに、シート表皮を撥水機能付の専用ファブリックに変更するとともに、「コンフォートパッケージ（運転席・助手席シートヒーター、シートバックテーブル(買い物フック・ドリンクホルダー2個付、運転席・助手席)）」と「ナビレディパッケージ（バックカメラ、ステアリングスイッチ(オーディオ操作)）」を特別装備、さらに、メッキのバックドアガーニッシュ・フロントインサイドドアハンドル・レジスターノブを採用したほか、室内にはピアノブラック塗装やシルバー加飾が施された。ボディカラーは6色が設定される。
- 2020年
  - 5月1日 - 東京都を除く全ての地域での全車種併売化に伴い、トヨペット店とネッツトヨタ多摩・ネッツトヨタ東都を除くネッツ店での販売を開始。姉妹車のタンクも一緒に併売される。
  - 9月15日 - マイナーチェンジ、同日発売[4]。キャッチフレーズは「使える!動ける広い部屋!」で、CMキャラクターは稲垣来泉、ナレーションは佐久間一行が担当。
    - スマートアシストが改良され、衝突回避支援ブレーキ機能や衝突警報機能の検知対象に、同じ方向に走行しているバイクや自転車等の二輪車と夜間の歩行者が追加され、電動パーキングブレーキ（オートブレーキホールド機能付き）を装備したことにより、全車速追従機能付アダプティブクルーズコントロールも新たに搭載された（レーントレース機能は無し）。なお、「X」は「X"S"」を吸収統合し、スマートアシストが標準装備化された。
    - フロントのデザインが変更された。特に「X」・「G」・「G-T」はフロントグリルが台形に変更され、前日の9月14日をもって販売を終了した姉妹車のタンクの標準仕様に近いデザインとなった。ボディカラーはモノトーンは「ファインブルーマイカメタリック」、「マゼンタベリーマイカメタリック」と入れ替えで「クールバイオレットクリスタルシャイン[注 2]（メーカーオプション）」、「ターコイズブルーメタリック」を追加。カスタム専用の2トーンカラーは「ブラックマイカメタリック×マゼンタベリーマイカメタリック」と「ブラックマイカメタリック×レーザーブルークリスタルシャイン[注 3]」が廃止され、3種に整理された[注 4]。
    - シートは表皮と形状が変更された。運転席のスライドドアのスイッチを操作することにより、施錠し車から離れた後、電子キーを持って車に近付くと自動的にスライドドアが開く「ウェルカムパワースライドドア」を全車標準装備。Apple CarPlay・Android Autoに対応したディスプレイオーディオを全車にオプション設定。ただし、ダイハツのディスプレイオーディオの為ナビ機能が搭載されていない。なお、ナビ機能を使用したい場合は、ディーラーオプションでトヨタ純正SDナビ(NSZT-Y68T等)やダイハツ純正メモリーナビ等を装着可能。
    - 今回のマイナーチェンジによりWLTCモードによる燃料消費率及び排出ガスに対応し、「X」・「G」・「カスタムG」は「平成30年排出ガス基準50%低減レベル（☆☆☆☆）」認定を、「G-T」と「カスタムG-T」は「同25%低減レベル（☆☆☆）」認定をそれぞれ取得した。
- 2023年12月20日（補足） - OEM元のダイハツ工業の不正問題の調査で対象がこれまで判明していた6車種から当車種を含めたほぼ全ての車種に拡大することが明らかとなり、国内外の全てのダイハツ工業製の車種の出荷を停止する方向で調整することとなった[5]。
- 2024年
  - 12月9日 - 一部改良[6]。これまでメーカーオプションだった9インチディスプレイオーディオとバックカメラが全車に標準装備された[6]。

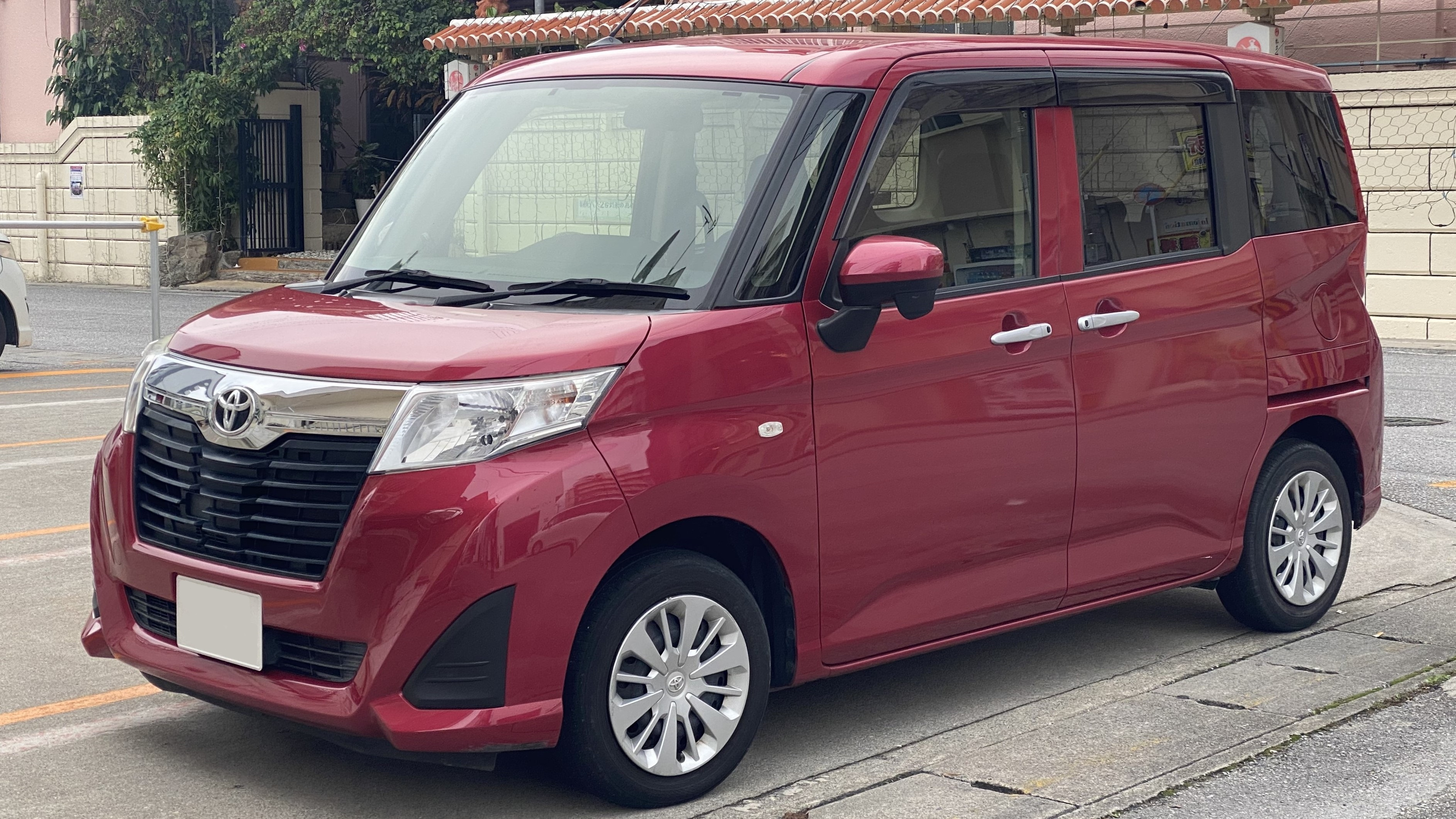
2016年11月販売型 X フロント
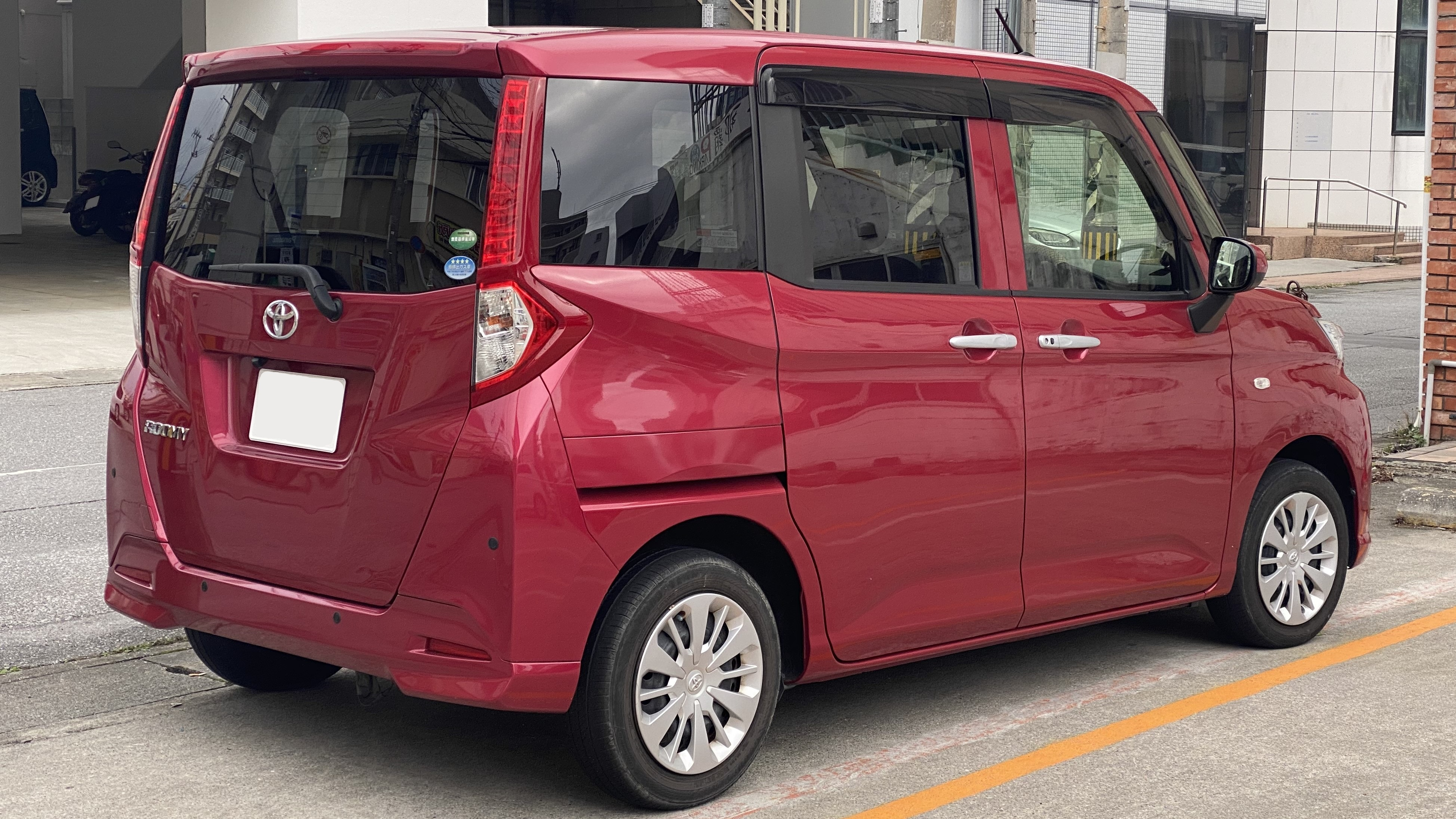
2016年11月販売型 X リア
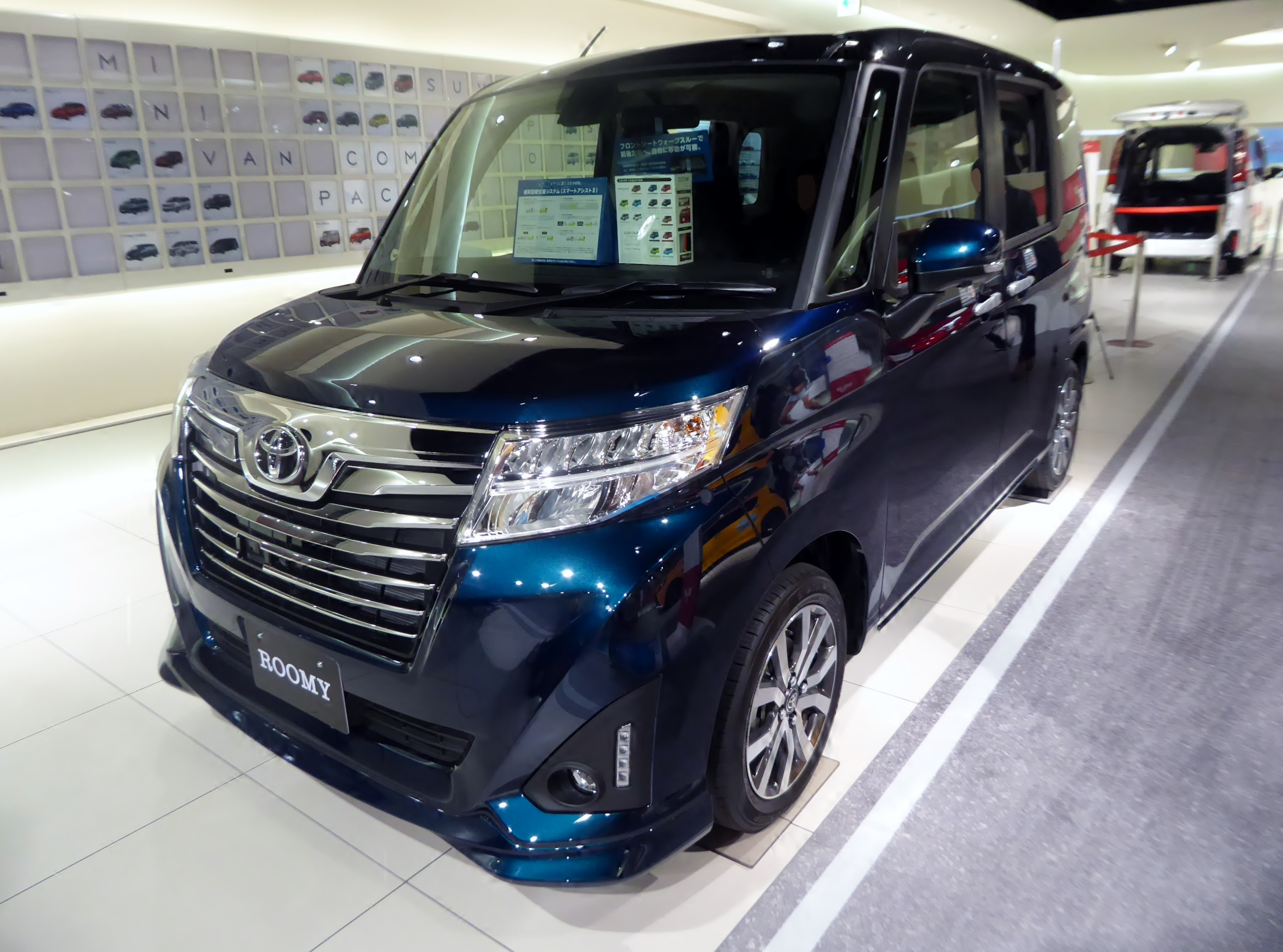
2016年11月販売型 カスタムG-T フロント
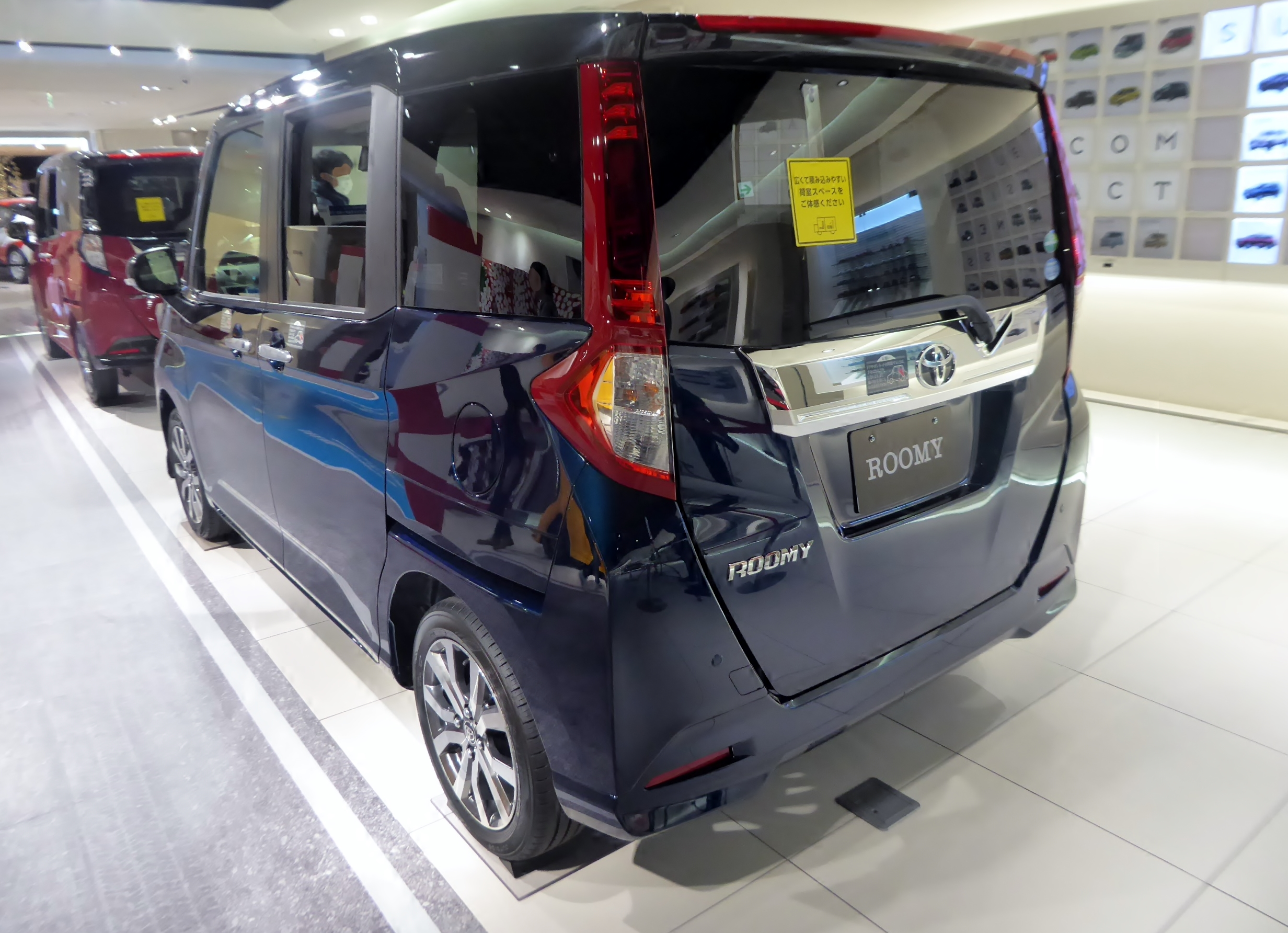
2016年11月販売型 カスタムG-T リア
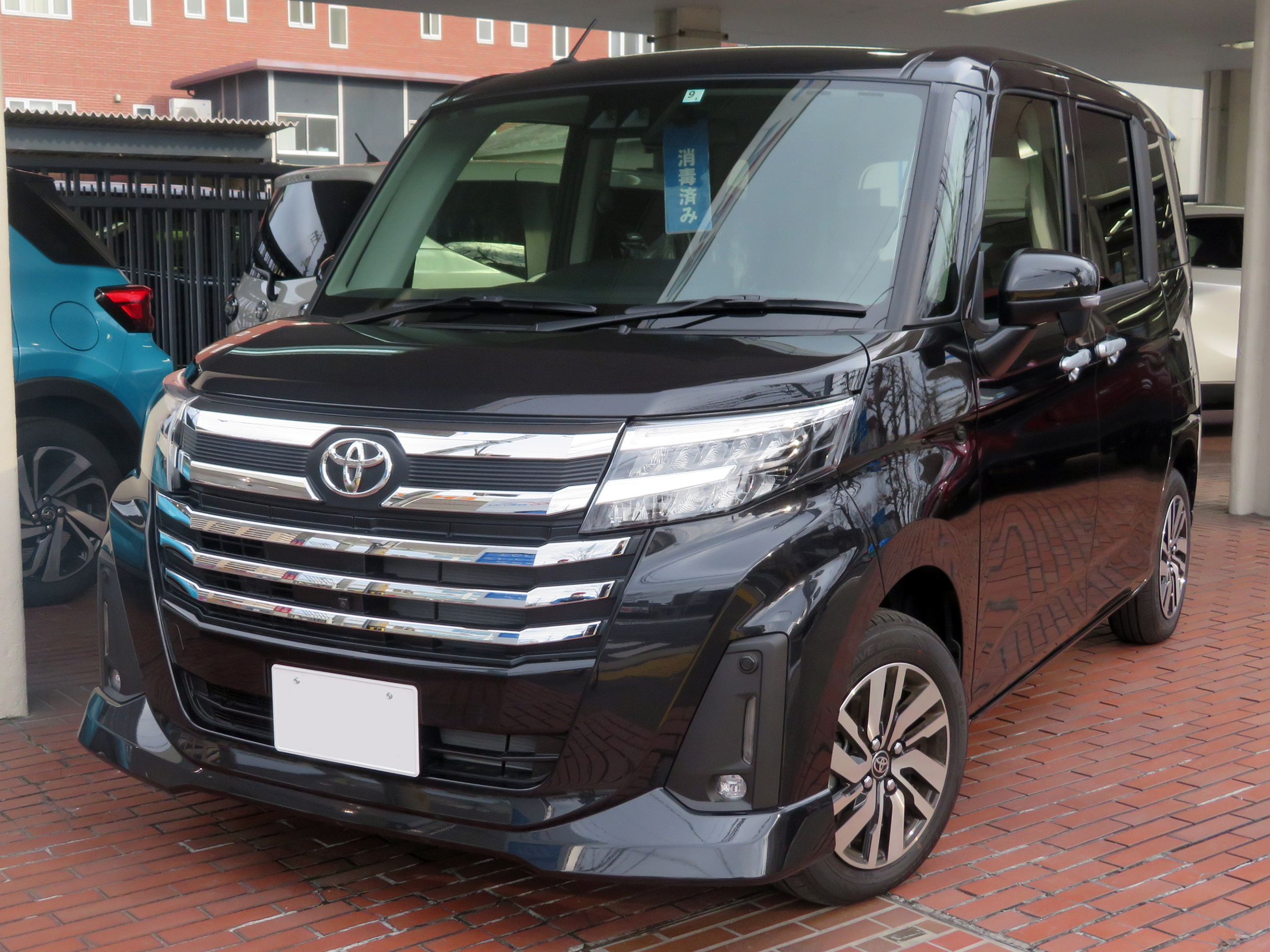
2020年9月改良型 カスタムG 2WD フロント
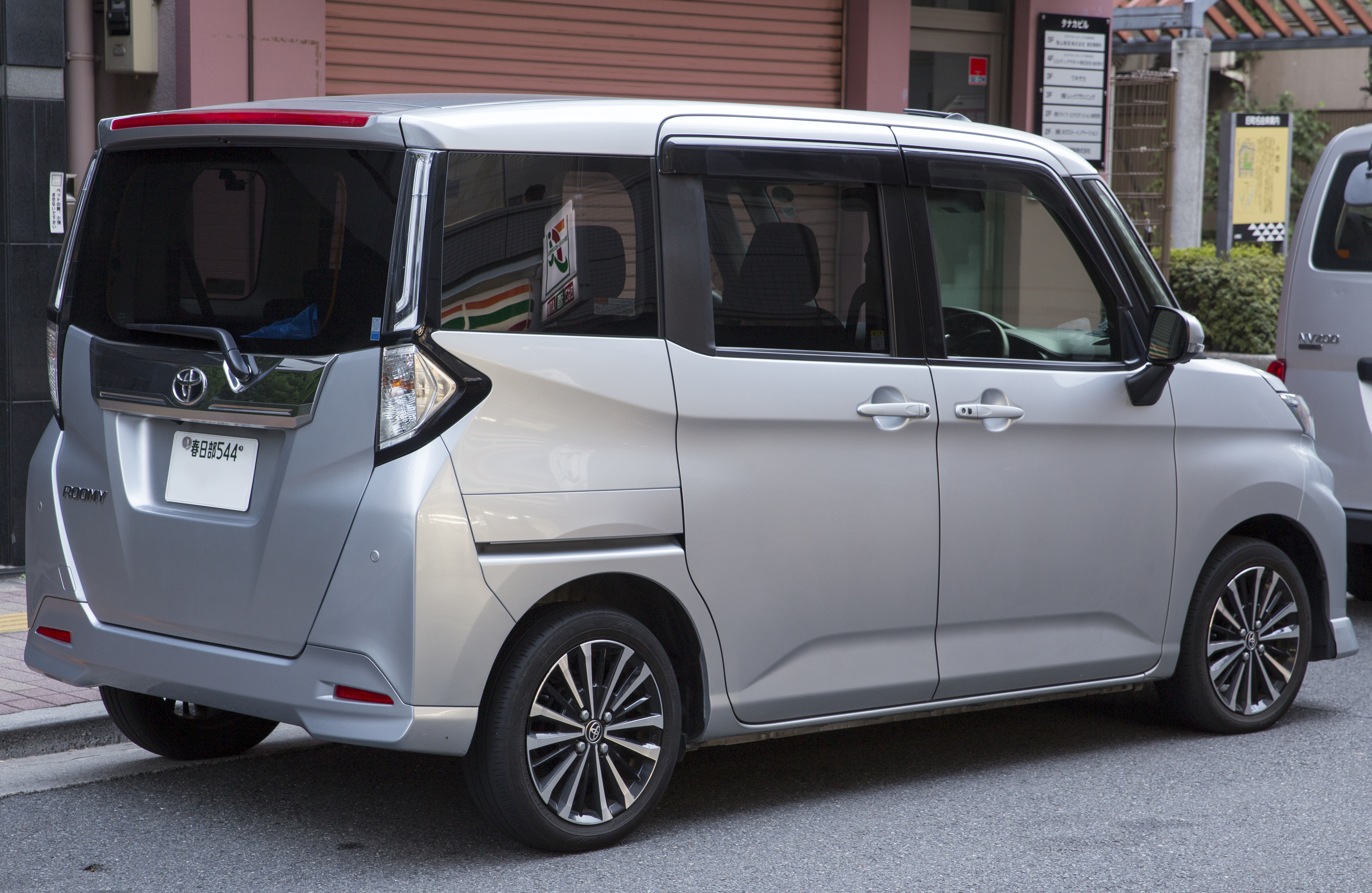
2020年9月改良型 カスタムG 2WD リア
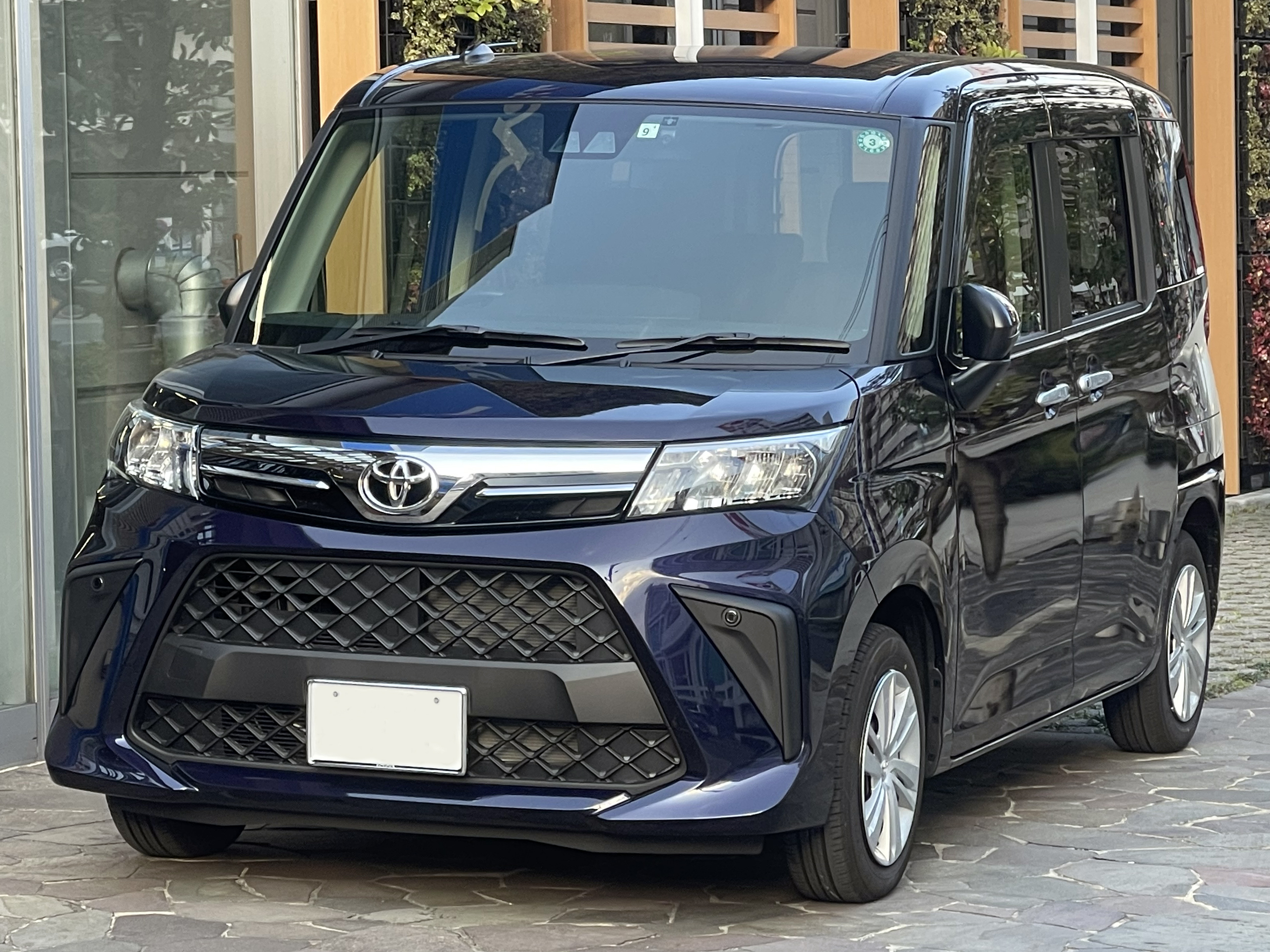
2020年9月改良型 G 4WD フロント
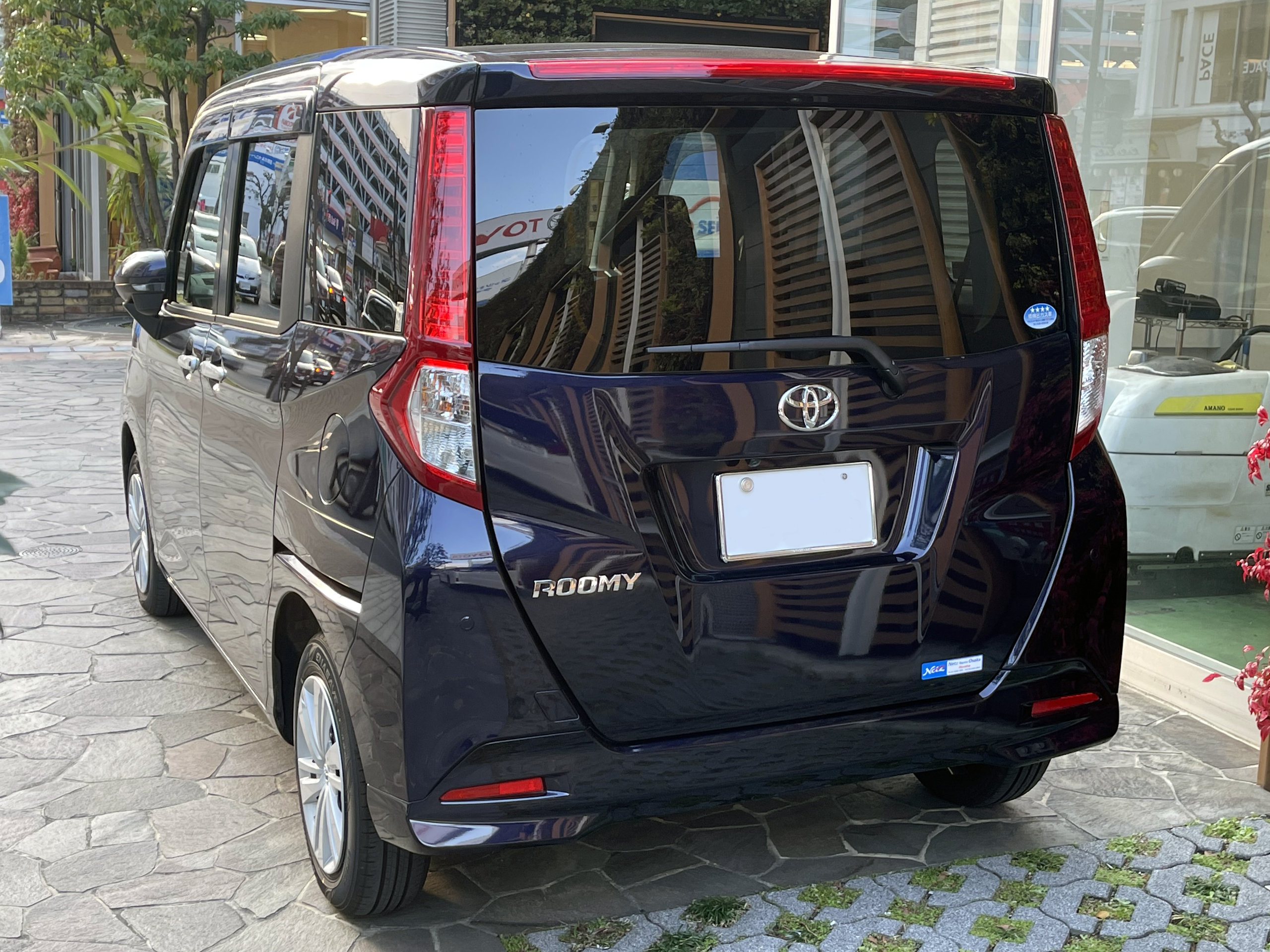
2020年9月改良型 G 4WD リア
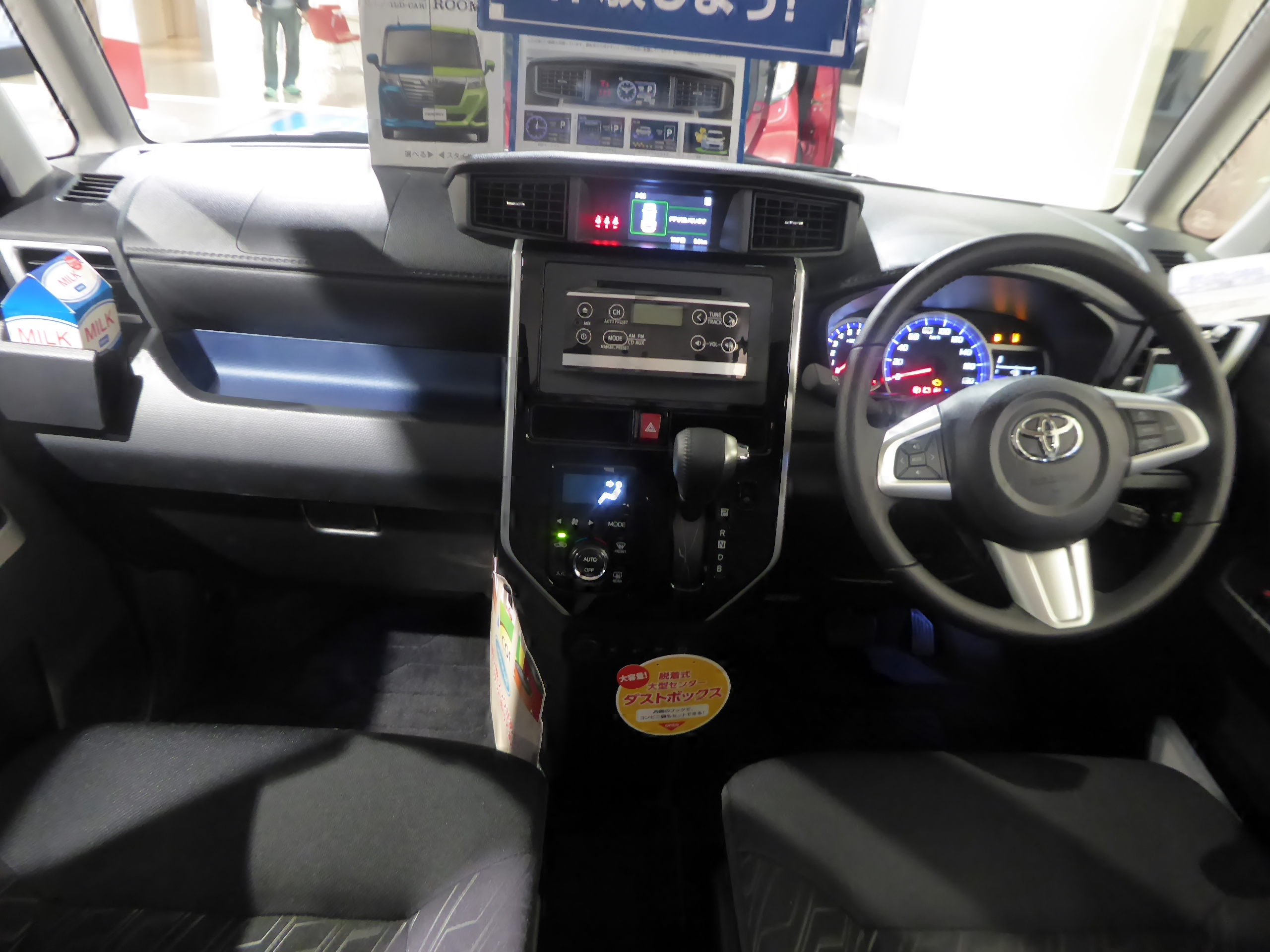
2016年11月販売型 カスタムG-T インテリア

## 2020年4月までの取り扱い店
- トヨタ店
- カローラ店
  - なお、東京都においては2019年4月に販売チャネル制度を廃止したことにより、都内全てのトヨタ車両販売店（トヨタモビリティ東京、トヨタ西東京カローラ、ネッツトヨタ多摩、ネッツトヨタ東都）で扱うようになった。

## 車名の由来
- 英語で「広々とした」を意味し、広い室内空間を表現している。